# HD 209761
HD 209761，又名BD+25 4671，SAO 90214、HR 8415，是一颗恒星，视星等为5.78，位于銀經82.85，銀緯-22.98，其B1900.0坐标为赤經22h 0m 36.2s，赤緯+26° -22.98′ 14″。